# Volodymyr Kaplyčnyj
Volodymyr Oleksandrovyč Kaplyčnyj (in ucraino Володимир Олександрович Капличний?; in russo Владимир Александрович Капличный?, Vladimir Aleksandrovič Kapličnyj; Kam"janec'-Podil's'kyj, 26 febbraio 1944 – Kiev, 19 aprile 2004) è stato un calciatore sovietico dal 1991 ucraino, di ruolo difensore.

## Carriera

### Club
Durante la sua carriera ha giocato principalmente con il CSKA Mosca, con cui conta 288 presenze e 5 reti.

### Nazionale
Con la Nazionale sovietica conta 57 presenze.

## Palmarès

### Club
- Campionato sovietico: 1

CSKA Mosca: 1970

### Nazionale
- Bronzo olimpico: 1

Monaco di Baviera 1972